# Raúl Escobar Poblete
Raúl Julio Escobar Poblete (Santiago, 17 de octubre de 1963), conocido como Comandante Emilio en sus actividades guerrilleras, fue un integrante del grupo armado chileno Frente Patriótico Manuel Rodríguez (FPMR) sindicado como el autor material del asesinato del senador Jaime Guzmán, ideólogo de la dictadura militar de Augusto Pinochet. Se encontraba prófugo de la justicia chilena desde ese acto, cometido en 1991 durante los primeros años de la Transición; además, habría participado en la fuga de cuatro de sus camaradas desde la cárcel de alta seguridad de Santiago en 1996. 
Fue arrestado en  San Miguel de Allende (México), el 30 de mayo de 2017, viviendo en ese país con una identidad falsa, acusado de secuestro agravado contra una ciudadana franco-estadounidense, posteriormente fue condenado por la justicia mexicana en junio de 2019 a 60 años de cárcel. 
La justicia chilena solicitó su extradición, solicitud concedida por México para una extradición temporal donde enfrentará sus cargos como el autor material del asesinato de Jaime Guzmán, para luego retornar a cumplir su condena en la nación mexicana. Actualmente se encuentra cumpliendo una condena de 18 años de prisión en Chile.

## Biografía
Hijo del periodista deportivo Mariano Escobar González, conocido por el seudónimo de Sansón, y de Celia Poblete, profesora normalista, Raúl quedó huérfano de padre a los nueve años de edad. Debido a los aprietos económicos que generó el fallecimiento de Mariano, la madre decidió enviar al hermano mayor, Manuel, donde unos familiares en Estados Unidos; cuando este regresó, se quedó con unos tíos en Providencia e iba solo esporádicamente a la casa de su madre y su hermano Raúl, en la Villa Santa Elena de Macul.
En esos tiempos, Celia Poblete "vendía lencería en Irarrázaval y Raúl Escobar estudiaba en el Liceo Lastarria y pasaba las tardes en las calles de Santa Elena, donde sus amistades lo conocían por su segundo nombre, Julio. Una de sus cercanas era Marcela Mardones, con quien, además, compartía ideas políticas". Con ella se casaría más tarde y tendría dos hijos.
Raúl Escobar se unió al Frente Patriótico Manuel Rodríguez (FPMR) en 1987 y sobre los motivos que le impulsaron a hacerlo existen dos versiones. Según la primera, que figura en informes de la Policía de Investigaciones de Chile (PDI), habría sido al asesinato de una tía paterna, la frentista Elizabeth Escobar Mondaca, ocurrido en la denominada operación Albania (conocida también como matanza de Corpus Christi, 15 y 16 de junio de ese año) lo que habría inducido a Escobar a unirse al FPMR. Sin embargo, familiares directos tanto de Elizabeth como de Raúl niegan el parentesco. La segunda versión dice que lo hizo influenciado por Mauricio Arenas Bejas, conocido como Lobo o Joaquín, uno de los frentistas que habían atentado contra la comitiva del dictador Augusto Pinochet en septiembre de 1986. A este, Escobar lo conoció en la Penitenciaría, donde estuvo encarcelado durante casi siete meses después de ser detenido por su participación, en enero de 1987, en un asalto fallido a un departamento en avenida Pocuro, en Providencia. Al quedar en libertad a fines de año, Escobar se puso a las órdenes de un amigo de Arenas Bejas, Mauricio Hernández (conocido como Ramiro, el Abuelo o simplemente Pepe), y adoptó como chapa (seudónimo de guerra) el nombre de Emilio (convirtiéndose más tarde en el comandante Emilio; los detectives le asignaron a él y a su compañera sus propias chapas: Emilio era para ellos Pájaro Loco y Ximena, es decir, Marcela, era Minnie).
El aparato operativo del FPMR conformó dupla con Ricardo Palma Salamanca, otro joven frentista; en 1990 actuó en las muertes del coronel de carabineros Luis Fontaine primero, y del sargento de ejército Víctor Valenzuela Montecinos a finales del mismo año. En febrero de 1991 participó en el atentado con un cohete Law contra la residencia en Santiago del personal de seguridad de la embajada de Estados Unidos, en la que un infante de marina resultó herido. 
El 1 de abril ese año, junto a Ricardo Palma, tomó parte en el atentado que le costó la vida al senador e ideólogo de la dictadura chilena Jaime Guzmán, y a finales de 1991 intervino como uno de los jefes en el grupo que secuestró a Cristián Edwards, un joven empresario hijo del dueño del diario El Mercurio. Luego de estos hechos fue identificado por la policía que inició una intensa búsqueda, sin éxito.
Volvió a reaparecer en diciembre de 1996 como jefe del comando de la llamada operación Vuelo de Justicia, que rescató a los frentistas Hernández, Palma, Pablo Muñoz Hoffman y Patricio Ortiz Montenegro desde la Cárcel de Alta Seguridad de Santiago, utilizando un helicóptero.
En el 2002, la policía de Brasil descubrió sus huellas dactilares en la vivienda que fue utilizada por los secuestradores del publicista Washington Olivetto. Meses más tarde fue ubicado por la Interpol en la localidad fronteriza de Santana do Livramento, donde estuvo a punto de ser capturado. Pese a ello su rastro se perdió inexplicablemente.
El martes 30 de mayo de 2017 fue detenido en San Miguel de Allende, México, país donde vivía desde hacía más de una década; también su expareja, Marcela Mardones, de la que separó a principios de la década de 2010, residía en ese país. Mardones había viajado a Chile, donde fue detenida el día 9 en las cercanías de Puerto Varas y llevada a la cárcel de Puerto Montt para luego ser trasladada a Santiago. Mardones, exestudiante de Educación Básica en el campus Oriente de la Universidad Católica, está acusada desde 1993 de asociación ilícita y delito terrorista; según la investigación, habría entregado la información sobre los movimientos y horarios de Guzmán.
En México, Emilio vivió con una identidad falsa, se hacía llamar Ramón Guevara y residía en San Miguel de Allende, donde era conocido como "fanático del fútbol, apoderado ejemplar y aficionado al arte" (jugaba dos veces a la semana, los martes y jueves, por su equipo Generación 35). Fue en esa ciudad donde fue detenido en su camioneta Tacoma blanca patente GR29157. A San Miguel de Allende había llegado con su pareja que adoptó la identidad falsa de Patricia Fernández y sus dos hijos, el mayor, Carlos, tenía entonces quince años y la menor, Rebeca, dos; vivían en el barrio del Atascadero. Después de separarse y de unirse a la española Isabel Mazarro (residían en el sector El Nigromante), continuó manteniendo una estrecha relación con su hija, a la que pasaba a buscar todos los días para llevarla a la escuela Árbol de Vida.
Escobar fue encarcelado en Valle de Santiago, Guanajuato, donde ingresó bajo el nombre Ramón Alberto Guevara Valencia, de acuerdo a su falsa identidad. Allí se le relacionaba con el secuestro de la francoestadounidense Nancy Michelle Kendall.
La justicia chilena solicitó su extradición, solicitud aprobada en primera instancia, pero suspendida en diciembre de 2018 por un recurso de amparo solicitado por la defensa de Escobar Poblete.
El 19 de junio de 2019, Raúl Escobar Poblete fue encontrado culpable de secuestro agravado y sentenciado a 60 años de prisión en México.
En septiembre de 2021 se concretó su extradición a Chile. El 29 de agosto de 2022, Raúl Escobar Poblete fue condenado por la justicia chilena a 18 años de prisión por ser uno de los autores materiales del asesinato del senador Jaime Guzmán en 1992.

## Marcela Mardones
Exmiembro del Frente Patriótico Manuel Rodríguez, conocida con el seudónimo de "Jimena". Expareja de Raul Escobar Poblete, Mardones era buscada por la justicia chilena debido a su participación en el asesinato del senador Jaime Guzmán, huyó junto a Escobar a México, viviendo en dicho país con identidades falsas en la ciudad de San Miguel de Allende. El 2 de junio de 2017 escapó de México con una identidad falsa después del arresto de Escobar Poblete, siendo buscada por INTERPOL y la PDI por delitos terroristas.
Fue arrestada por la PDI el 10 de junio de 2017 en la localidad de Peulla, cerca del Lago Todos Los Santos, Chile, por ingresar al país con un pasaporte falso. Fue trasladada a Santiago, siendo condenada en primera instancia en octubre de 2019 a una pena de 10 años de cárcel por su participación en el asesinato del senador Jaime Guzmán ocurrido en 1991. Después de un recurso de queja presentado por su defensa contra la corte de apelaciones, por considerar de "abuso" el carácter de terrorista de su delito, 12 de marzo de 2020 la Corte Suprema de Chile rechazo el recurso de queja, además ratificó en un fallo unánime la condena a 10 años de prisión para Marcela Mardones, por el asesinato de Jaime Guzman en 1991 dado tanto en los fallos de primera instancia, como el de la Corte de Apelaciones.